# Вукмир, Лия
Ли́я Ву́кмир (англ. Leah Vukmir, имя при рождении — Ли́я Папахри́сту (англ. Leah Papachristou); род. 26 апреля 1958, Милуоки, Висконсин, США) — американский политик-республиканец, член Ассамблеи и Сената Висконсина, помощник лидера фракции большинства. Член совета директоров Американского законодательного совета. Кандидат в члены Сената США (2018).

## Биография

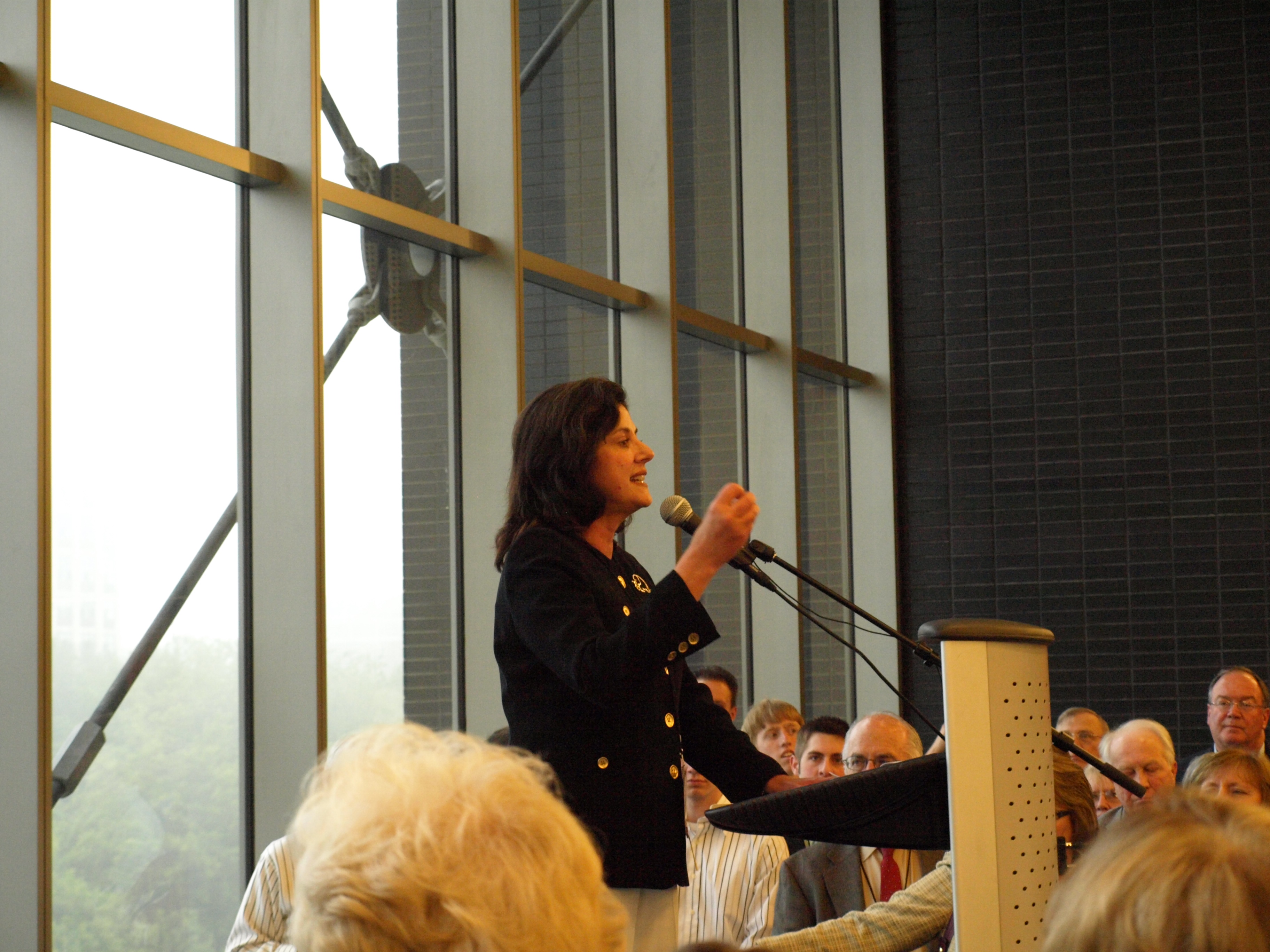
Лия Вукмир в мае 2010 года

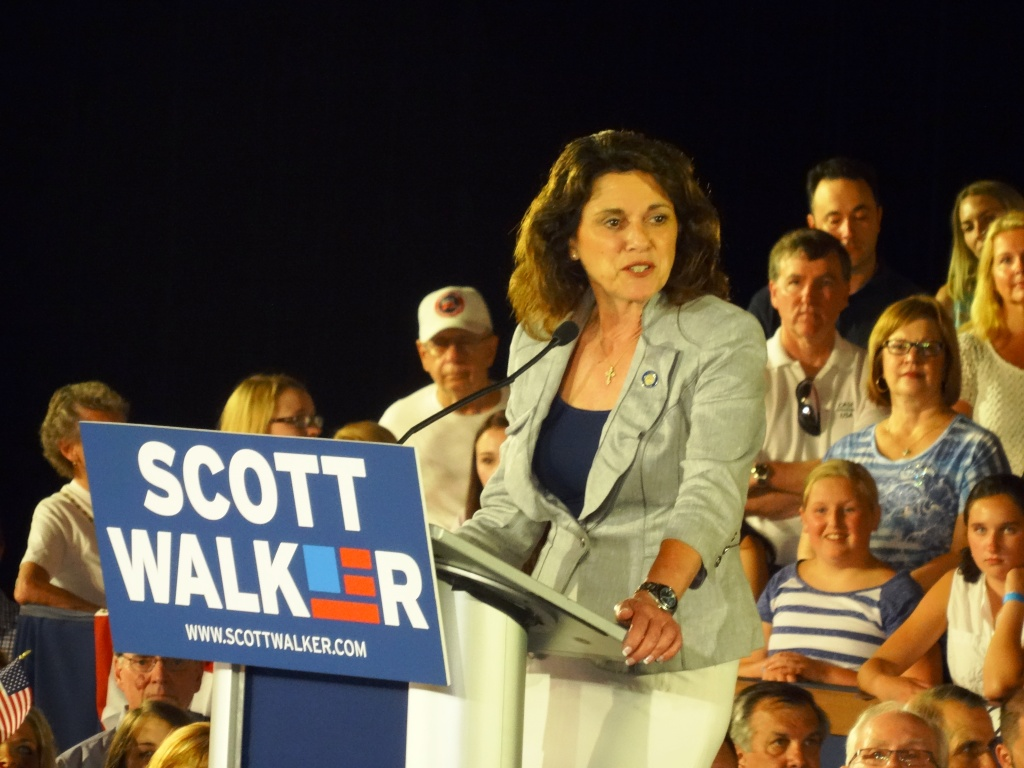
Лия Вукмир выступает в поддержку Скотта Уокера (2015)

Родилась в семье греческих иммигрантов. Её отец приехал в США в 1954 году, а мать, чьи родители также иммигрировали из Греции, родилась в США.
В 1976 году окончила среднюю школу в Брукфилде (Висконсин).
Получила степени бакалавра наук в области ухода за больными (BSN) в Университете Маркетта (1980) и магистра наук в области ухода за больными (MSN) в Висконсинском университете в Мадисоне (1983), где специализировалась на детской психологии и первичной медико-санитарной помощи детям.
Является зарегистрированной медсестрой и практикующей медсестрой-педиатром (PNP) с более чем 20-летним стажем работы медсестрой и преподавателем в Детской больнице Висконсина (1980—1981, 1990—1991), Школе медицинских сестёр Висконсинского университета в Мадисоне (1981—1983) и Медицинском центре Св. Марии (1991—2004).
Будучи членом Ассамблеи Висконсина, являлась старейшим членом Комитета по здравоохранению и реформе здравоохранения, а также членом Комитета по общественному здравоохранению, реформе образования, образованию и уголовному правосудию.
В 2011—2019 годах — член Сената Висконсина.
Выступает против использования медицинской марихуаны, ссылается на то, что нет никаких медицинских оснований для её применения.

## Личная жизнь
Замужем, имеет детей, проживает в Уоватозе.
Активная прихожанка Благовещенской греческой православной церкви.